# Kim Coelewij
Kim Coelewij (Den Haag, 23 augustus 1996) is een Nederlandse actrice. Ze heeft onder andere gespeeld in de series VRijland en Verborgen Verhalen.

## Filmografie
| Serie              | Personage         | Jaren       | Bijzonderheden          |
| ------------------ | ----------------- | ----------- | ----------------------- |
| Verborgen Verhalen | Charlotte         | 2009        | Afl. Een perfecte kerst |
| Juliana            | Beatrix           | 2009        | Afl. Koude oorlog       |
| Pestweb            | pestkop           | 2010        | Commercial              |
| wie ben ik?        | Samantha          | 2011        | Voorlichtingsfilm       |
| Hart tegen Hard    | lid van een bende | 2011        |                         |
| VRijland           | Marjolein         | 2010 - 2013 |                         |

## Theater
- De kleine zeemeermin - Jeugdtheaterschool Rabarber (2009-2010)[1]
- Wie denk je wel dat je bent? - Theaterschool Rabarber (2010)[1]